# Jaume Tàpias i Boadas
Jaume Tàpias i Boada (Riudarenes, 28 de desembre del 1899 - Barcelona, 13 de gener del 1984) va ser un flabiolaire d'anomenada i compositor de sardanes.

## Biografia
Estudià música amb Josep Font i Sabaté, i aprengué flabiol amb Pere Moner
 abans d'incorporar-se a les cobles Catalònia (1921) i a la Barcino (1923-1924). Fundà, i durant dècades tocà, a la barcelonina cobla Empòrium, del 1925 al 1960. Amb més de seixanta anys, encara passà per altres cobles. Entre els seus deixebles tingué el futur instrumentista de flabiol Joan Fusté i Ferrer.
Va ser autor d'una cinquantena de sardanes, començant amb Maria Antònia, del 1926. Algunes de les seves peces més conegudes foren La reina del Guinardó i A una nina d'ulls blaus (amb lletra d'Andreu Tey i Garriga). A Riudarenes, un carrer en recorda el nom.

## Obres
Sardanes (selecció): A flor de llavi (obligada de tible); A una nina d'ulls blaus i Flames vives (1930, enregistrades); La flor de Margalef (1940); Maria Cristina (obligada per a dues trompetes); Les noies del Poble-Sec (enregistrada); La reina del Guinardó (1947, enregistrada); Un matí de setembre (anys 30?); i les tres revesses Enigmàtica (1947), Entremaliada i Qui la traurà ? (1947)